# حسن المليجي
حسن المليجي (27 نوفمبر 1934 - 2000) ممثل ومونولوجست مصري من مواليد الإسكندرية في 27 نوفمبر 1934، بدأ حياتهُ الفنية بإلقاء المونولوج والغناء، والقيام بالرقص البلدي، عمل في ستوديو نزيه شهبندر في دمشق، حيث أقام بين بيروت ودمشق ثم استقر في لبنان، إعتزل الفن في بداية السبعينيات وتوفي عام 2000 عن عمر يناهز 66 سنة ورصيده 16 فيلماً.

## قائمة أعماله السينمائية
فيلم لبناني «كواكب» بطولة نصرى شمس الدين وإلياس رزق.
فيلم «موعد مع الأمل» للمخرج محمد سلمان عام 1958
فيلم «مرحبا أيها الحب» للمخرج محمد سلمان عام 1962
فيلم «حكاية غرام» للمخرج محمد سلمان عام 1962
فيلم «يا سلام عالحب» للمخرج محمد سلمان عام  1963
فيلم «لبنان في الليل» للمخرج محمد سلمان عام  1963
فيلم «رجل في الظلام» للمخرج حسن رضا عام 1963
فيلم «فاتنة الجماهير» للمخرج حسن رضا عام 1964
فيلم «عتاب» للمخرج سيف الدين شوكت عام 1964
فيلم «ولدت من جديد» للمخرج سيد طنطاوي عام 1965
فيلم «ليالي الشرق» للمخرج إلياس متى عام 1965
فيلم «حبيبة الكل» للمخرج رضا ميسر عام 1965
فيلم «الصبا والجمال» للمخرج محمد سلمان عام  1965
فيلم «الليالي الحلوة» للمخرج محمود نصير عام 1966
فيلم «الطريد» للمخرج سيد طنطاوي عام 1968
فيلم «حرامي الورقة» للمخرج علي رضا عام 1970

## وصلات خارجية
- حسن المليجي على موقع IMDb (الإنجليزية)
- حسن المليجي على موقع الدهليز
- حسن المليجي على موقع قاعدة بيانات الأفلام العربية
- حسن المليجي على الدهليز
- حسن المليجي على كاروهات